# Rudolf Těsnohlídek
Rudolf Těsnohlídek (7. června 1882 Čáslav – 12. ledna 1928 Brno) byl český spisovatel, básník, dramatik, novinář a překladatel. Proslul zejména svojí bajkou Liška Bystrouška. Užíval také pseudonym Arnošt Bellis.

## Životopis

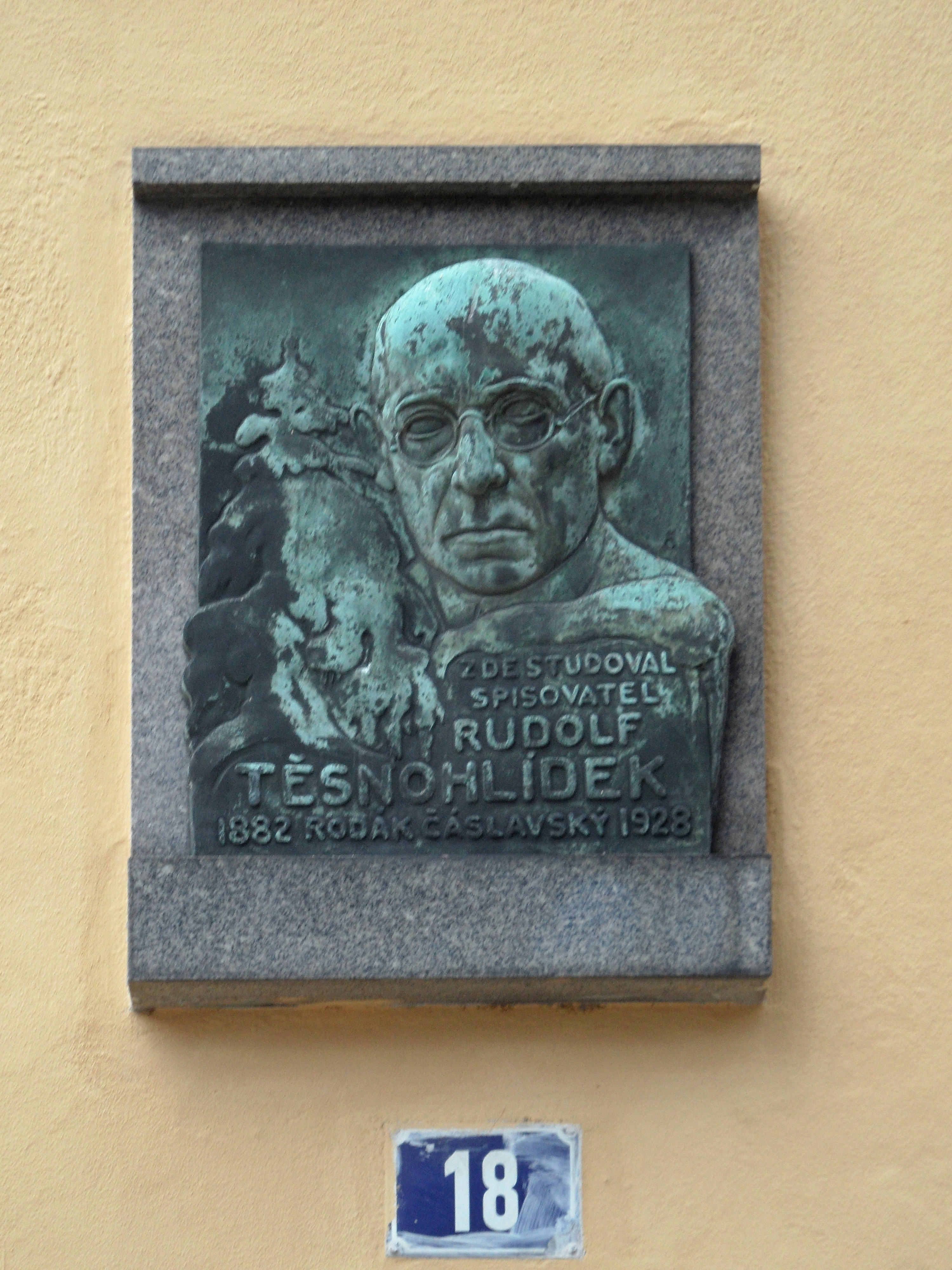
Pamětní deska s vánočním stromem v rodné Čáslavi

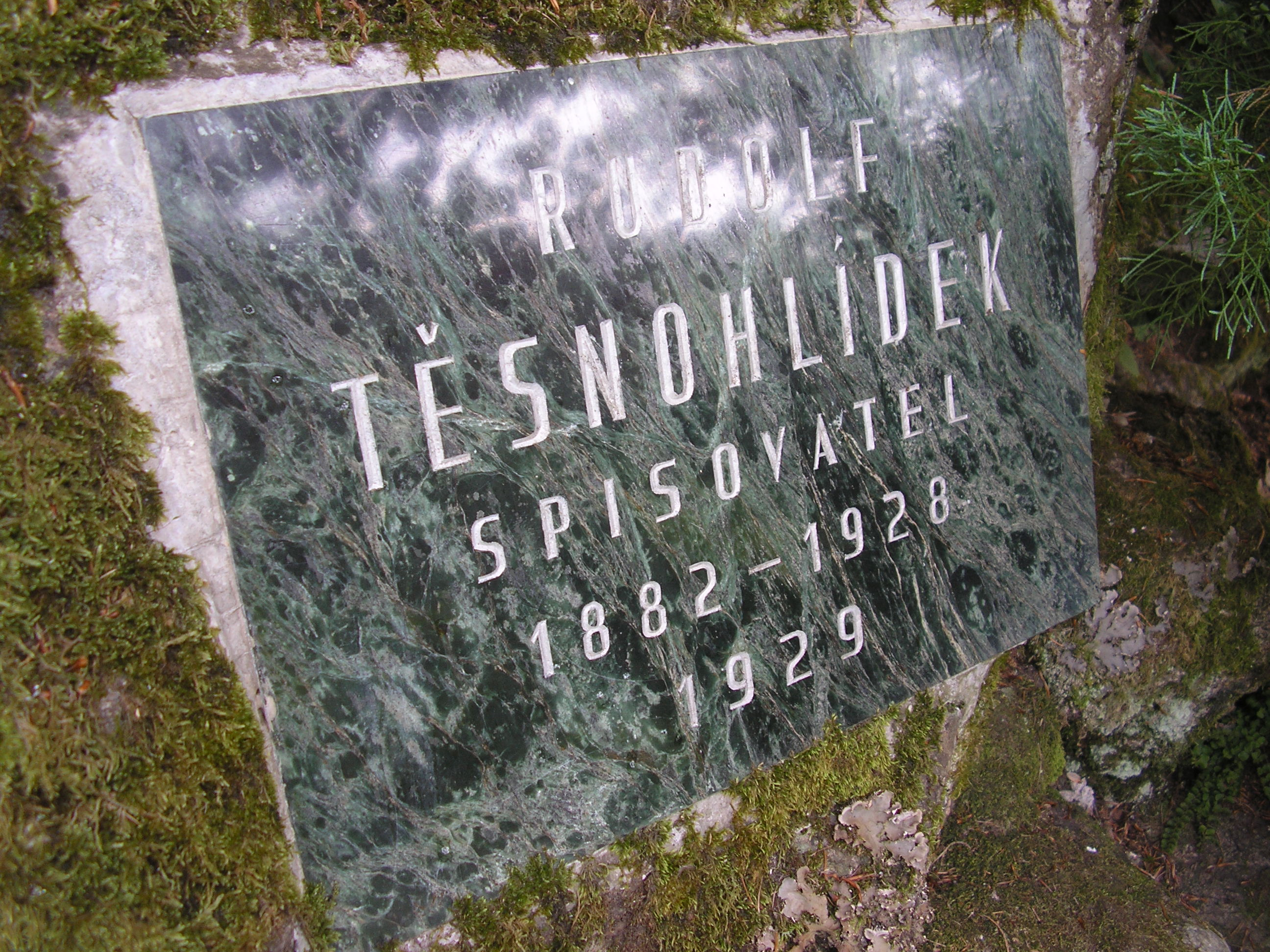
Pamětní deska R. Těsnohlídka v Bílovických lesích u Brna

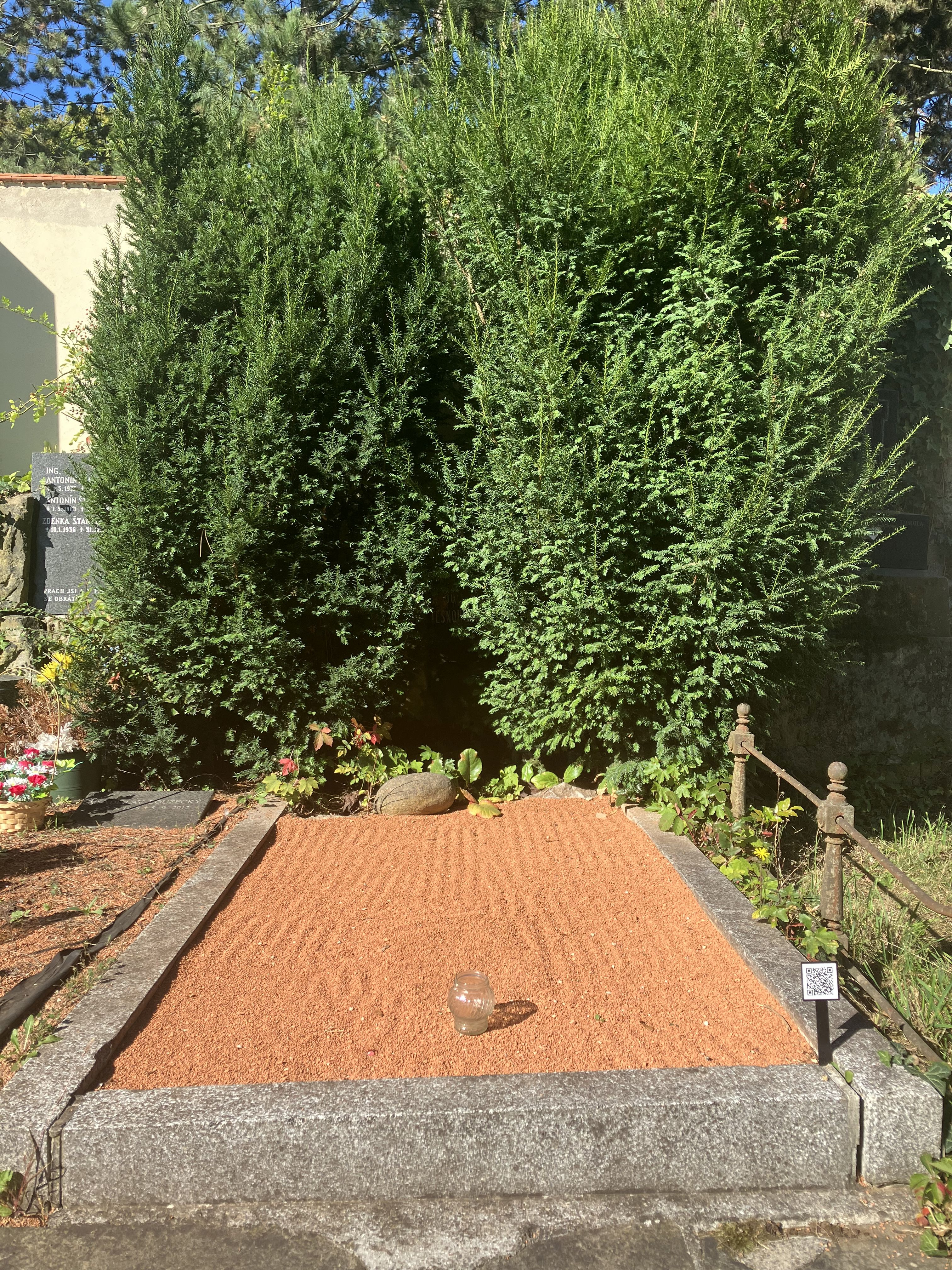
Hrob Rudolfa Těsnohlídka

Narodil se v roce 1882 v Čáslavi v domě čp. 34 v Rybenské ulici u Podměstského rybníka, za hradbami města. Měl čtyři sourozence: Augustinu (1879–1955), Alfreda (1884), Marii (1886–1890) a Annu (1889).
Jeho otec Josef Těsnohlídek (1854) byl drobný zemědělec a přivydělával si jako pohodný. Otcovo povolání mu od ostatních dětí vysloužilo posměšky, které Rudolf se svou citlivou povahou těžko snášel. Byl tichý, často uzavřený sám do sebe. Jeho největší oporou byla jeho matka Josefa Těsnohlídková rozená Mistolerová (1845–1899). Po studiu na obecné škole začal studovat nižší gymnázium v Čáslavi, odkud po čtyřech letech odešel na gymnázium do Hradce Králové. Aktivně se zapojoval do činnosti soukromého studentského literárního kroužku. Během studia mu zemřela matka a o pár let později zažil další trauma, když se před jeho očima utopil jeho kamarád Fíla Weber, jehož smrt si Těsnohlídek vyčítal do konce života.
Po dokončení gymnázia odešel v roce 1901 do Prahy, kde začal studovat na Filozofické fakultě Univerzity Karlovy. Na studiích se seznámil s anarchismem, díky čemuž pronikl do okruhu S. K. Neumanna. V Praze navštěvoval sestry zesnulého kamaráda Webera, které žily v podnájmu u manželů Kroupových, kde se seznámil s další podnájemnicí, svou budoucí manželkou Jindrou Kopeckou. Oba v sobě našli zalíbení a měli společný zájem o literaturu. Těsnohlídek jí doporučil, aby začala jako hospitantka docházet na přednášky Filozofické fakulty a společně i psali. Oslovoval ji uměleckým pseudonymem Kaja. Vzali se v roce 1905 a odjeli na svatební cestu do Norska. Manželství ale netrvalo dlouho. Kaja tragicky zemřela v norském městečku Vestnes poté, co ji zasáhla střela z revolveru, který u sebe nosila. Nikdy nebylo vyjasněno, zda se jednalo o sebevraždu, či o nešťastnou náhodu. Těsnohlídek vždy zastával verzi nešťastné náhody a policejní vyšetřování neshledalo cizí zavinění. I přesto by Kaja dlouho nežila. Pitva prokázala, že byla již velmi nemocná. Trpěla tuberkulózou v posledním stádiu. Po dobu vyšetřování se Těsnohlídek zdržoval v Norsku, kam se ještě jednou po roce vrátil, aby vztyčil náhrobek hrobu své ženy. Tato tragická smrt ho poznamenala do konce jeho života a ovlivnila i jeho díla.
V roce 1906 se Těsnohlídek odstěhoval do Brna, kde na radu S. K. Neumanna začal pracovat v časopise Moravský kraj. Předtím prožil krátký románek s jeho manželkou, Boženou Hodačovou, kterou přemlouval, aby odjela do Brna s ním, Hodačová ale zůstala s Neumannem. Po zániku časopisu Moravský kraj nastoupil v redakci Lidových novin. Od roku 1908 psal soudničky pro Lidové noviny. V roce 1909 se znovu oženil. Vzal si Annu Kutilovou a následujícího roku se jim narodil Těsnohlídkův jediný syn Milan (1910–1986). V roce 1912 byl válečným dopisovatelem v Srbsku a Albánii za války s Tureckem. V Srbsku se seznámil s MUDr. Navrátilem, kterého později seznámil se svou ženou. Ta se do něj zamilovala a s Těsnohlídkem se kvůli Navrátilovi rozvedla.
Těsnohlídek se v roce 1914 přestěhoval do Bílovic nad Svitavou, kde bydlel osm let a napsal zde několik svých stěžejních děl. V Bílovicích došlo k události, která se stala inspirací pro založení tradice vánočních stromů republiky se sbírkou na pomoc dětem bez domova. K tomu jej pohnula událost, kdy s přáteli, s malířem Františkem Koudelkou a úředníkem Josefem Tesařem, nalezli 22. prosince 1919 v bílovickém lese prochladlé sedmnáctiměsíční děvčátko, Lidušku. Poprvé byl vánoční strom republiky rozsvícen 13. prosince 1924 na brněnském náměstí Svobody a tato tradice se postupně rozšířila i do ostatních měst. Tyto sbírky přispěly k tomu, že byl 8. prosince 1929 v Brně-Žabovřeskách otevřen dětský domov Dagmar pro opuštěné děti.
Potřetí se oženil v roce 1924. Vzal si Olgu Zámečníkovou (1894), rozenou Vasickou, která také předtím prožila bolestný vztah, což je oba spojovalo. Těsnohlídek trpěl depresemi. Neustále se obával o své místo v Lidových novinách. Slyšel mluvit o hypnóze a začal mít pocit, že má vidiny. Jeho duševní stav se pomalu stupňoval k horšímu. Dne 12. ledna 1928 v redakci Lidových novin v Brně spáchal sebevraždu – postřelil se. Nemířil dobře, proto nebyl na místě mrtvý. Z redakce byl odvezen do nemocnice na Žlutém kopci, kde svému zranění podlehl. Druhý den si po vyslechnutí zprávy o manželově smrti vzala život i jeho žena Olga, otrávila se doma svítiplynem. Oba manželé měli 16. ledna 1928 v Brně společné smuteční rozloučení. Jejich ostatky byly následující den zpopelněny v pardubickém krematoriu a urny s popelem byly 11. února 1928 uloženy do společného hrobu na Ústředním hřbitově v Brně, sk. 32/hr. 90.

## Dílo
Jeho tvorbu, především v počátcích, ovlivnil impresionismus. Některé další impulsy převzal ze severské literatury. Jeho tvorba vyjadřuje jeho životní pesimismus, který zdůrazňují tragické situace, jež prožil ve svém životě. V básnické tvorbě se projevuje jako citlivý lyrik. Jako překladatel se věnoval skandinávským zemím. Vedl časopis Obzory, což byl orgán volného uměleckého sdružení Syrinx.

### Básnická tvorba
- Den: 1917–1922 – Praha: František Borový, 1923[10]
- Rolnička: verše o sokolském jaru – Praha: ČOS, 1926
- Rozbitý stůl: 1925–1927: sbírka veršů z pozůstalosti – Praha: F. Borový 1935

### Próza

#### Lyrická
- Nenie: dialogy – Brno: Ed. Kalous, 1902[11]

- Dva mezi ostatními: legendarum 1903–1904 – výzdoba V. H. Brunner. Praha: Obzory, 1906
- Květy v jíní – Praha: František Adámek, 1908
- Liška Bystrouška – obrázky Stanislav Lolek; Brno: Polygrafie, 1920 — lyrická pohádka, podle tohoto díla napsal Leoš Janáček operu Příhody lišky Bystroušky. Lišku Bystroušku později pro Československý rozhlas a gramofonové desky namluvil brněnský rodák a herec pražského Národního divadla Karel Höger.[12]
- Paví oko: tři balady – Brno: Polygrafie, 1922

Další část jeho tvorby byla ovlivněna jeho žurnalistickou činností. Zde se pokusil popisovat obyčejný, všední život. V těchto dílech často používá nadsázku a objevuje se zde i humor. Zároveň se mu podařilo popsat postavy, které vystihují určité charaktery.
- Poseidon: jeho život a svět – ilustroval Josef Ulrich. Praha: J. R. Vilímek, 1916 — první díl psychologicky psané románové kroniky (trilogie) odehrávající se na periférii Brna.[13]
- Poťóchlencovi příběhové (1917)
- Kolonia Kutejsík: kronika z brněnského předměstí – Brno: Moravské kolo spisovatelů, 1924.[14]
- Vrba zelená – Praha: František Borový, 1925 — parodie na fantastické romány, dodnes řazena jako výtečné dílo žánru sci-fi.[15][16]
- Demänová – Praha: Družstevní práce, 1926 — monografie shrnující poznatky z autorova výzkumu slovenských jeskyní
- Eskymo Welzl – Paměti českého polárního lovce a zlatokopa – Praha: F. Borový, 1928 — literární zpracování vzpomínek českého polárníka J. Welzla, tyto vzpomínky byly v české literatuře relativně oblíbené, proto byly zpracovány několikrát (např. Edvard Valenta).[17]

### Pro děti
- Čimčirínek a chlapci: povídka jednoho léta – ilustrace S. Lolek. Brno: Ústřední spolek učitelský, 1922 — knihu napsal pro svého syna Milana
- Zlaté dni: pohádka o sokolském sletu – Praha: ČOS, 1926
- Cvrček na cestách – obrázky J. Kubíček. Praha: ČOS, 1927
- Nové království – vyzdobil O. Štáfl. Praha: Ústřední nakladatelství a knihkupectví učitelstva československého, 1927[18]
- O zakleté Lúčance – ilustrace Eduard Milén. Praha: F. Borový, 1937
- Liška Bystrouška

### Dramata
- Panenky (1906)
- Příval (1928)

### Překlad
- Bouřlivý život – Knut Hamsun. Praha: Kamilla Neumannová, 1906
- Křížová cesta – Kristian Elster; z dánštiny; in: 1000 nejkrásnějších novel... č. 18. Praha: J. R. Vilímek, 1911
- Modrý pokoj – Sigfrid Siwertz; ze švédštiny; in: 1000 nejkrásnějších novel... č. 62. Praha: J. R. Vilímek, 1914

### Rozhlasové adaptace
- 1996 – Příběhy lišky Bystroušky (ČRo Brno, vypráví Karel Höger)
- 2010 – Dobrodružství lišky Bystroušky (režie Jaroslav Kodeš; účinkují Lucie Pernetová, Václav Vydra, Taťjana Medvecká, Jiří Köhler a další.)